# 涙が君を忘れない
「涙が君を忘れない」（なみだがきみをわすれない）は、1991年11月21日に発売された崎谷健次郎の通算12枚目のシングル。「真実に微笑を」（しんじつにほほえみを）をカップリング曲に収録している。

## 解説
- プロデュースは、崎谷健次郎。
- CDジャケットは、黒色系ジャケットを羽織った崎谷が胸に手をあてて俯いた姿が写し出されている[2]。アート・ディレクションは奥村靫正。デザインは、村上光信、水谷健。所属するTHE STUDIO TOKYO JAPAN,Ink.は、奥村の設立したデザイン事務所である。フォトグラフィは、ZIGENである。
- 全曲のコンピュータープログラミング・キーボード・ボーカル・コーラスは、崎谷健次郎。
- 全曲のシンセ・オペレーターは、崎谷・北城浩志。

1. 涙が君を忘れない
  - 映画『江戸城大乱』（東映、1991年、監督:舛田利雄、主演：松方弘樹、十朱幸代）の主題歌。歌詞の冒頭は、映画の最後のセリフと繋がるように作られている。
  - フジテレビ音楽番組『ROCK-SHOW』（1992年1月18日放送）に出演した際は、「夜明けまでは」と併せて2曲をバンド編成で演奏・歌唱した。
  - TBSテレビ教養娯楽番組『どうぶつ奇想天外!』「さよなら 盲導犬オリバー」（2003年10月5日放送）のエンディング・テーマソング。
  - 6th.アルバム『BOTANY OF LOVE』に収録されている。
  - 2nd.ベストアルバム『KENJIRO SAKIYA COMPLETE BEST Love Ballads』に採録されている。
  - 3rd.ベストアルバム『崎谷健次郎 BEST COLLECTION』に収録されている。
  - 4th.ベストアルバム『崎谷健次郎 GOLDEN☆BEST』に収録されている。
  - 5th.ベストアルバム『プラチナムベスト 崎谷健次郎〜Mellow Groove Collection〜』にも収録されている。
  - 4th.インストゥルメンタルアルバム『PIANOIR 〜Sakiya plays his songs〜』には、ピアノインストゥルメンタルバージョンを収録されている。
  - エレクトリック・ギターは、鳥山雄司。
  - フィリピンでは、「Babalikang Muli」（または、「Babalik Kang Muli」。「もう一度戻って来る」の意。）のタイトルで複数の歌手に現地語で歌い継がれ、国民的愛唱歌となっている。崎谷は「いきさつや、歌っている方も聞いたような気がしますが、全く伺い知れないところでの意外な話です。どこかで誰かが僕の曲に親しんで下さっているのなら嬉しいこと」とコメントしている[3]。
    - 1993年、レジーン・ヴェラスケス（フィリピン）が5th.アルバム『REASON ENOUGH』に、「Babalik Kang Muli」として初めてフィリピン語ヴァージョンを収録している。
    - 2002年、ロイド・ウマリ（フィリピン）がアルバム『Babalikang Muli』と題し 、「Babalikang Muli」としてフィリピン語ヴァージョンをキャロル・バナワとのデュエットで収録。
    - 2011年、マーティン・ニーベラ（フィリピン）が21st.アルバム『HIMIG NG DAMDAMIN』に、「Babalik Kang Muli」としてフィリピン語ヴァージョンを収録している。
    - 2013年、アンジェリン・クイント（フィリピン）が3rd.アルバム『higher love』に、「Babalikang Muli」としてフィリピン語ヴァージョンを収録している。
2. 真実に微笑を
  - 終焉を迎えようとしている恋愛の男性心情を理性的、哲学的に解析しているデジタルR&B。
  - 6th.アルバム『BOTANY OF LOVE』に収録されている。

## 収録曲
1. 涙が君を忘れない
作詞：松井五郎、作曲 / 編曲：崎谷健次郎
2. 真実に微笑を
作詞 / 作曲 / 編曲：崎谷健次郎
3. 涙が君を忘れない（original karaoke）
作曲 / 編曲：崎谷健次郎

## 関連作品
- 『REASON ENOUGH』- レジーン・ヴェラスケスの通算5枚目のアルバム。「Babalik Kang Muli」収録。
- 『Babalikang Muli』- ロイド・ウマリのアルバム。「Babalikang Muli」収録。
- 『HIMIG NG DAMDAMIN』- マーティン・ニーベラの通算21枚目のアルバム。「Babalik Kang Muli」収録。
- 『higher love』- アンジェリン・クイントの通算3枚目のアルバム。「Babalikang Muli」収録。